# جینپاچی نزو
جینپاچی نزو (ژاپنی: 根津 甚八؛ زادهٔ ۱ دسامبر ۱۹۴۷) هنرپیشه اهل کشور ژاپن است. وی از سال ۱۹۷۴ تاکنون در ۵۶ فیلم و نمایش تلویزیونی بازی کرده است.
از فیلم‌هایی که وی در آن نقش داشته است، می‌توان به آشوب و کاگه‌موشا اشاره کرد.